# Sabal uresana
Espèce
Classification phylogénétique
Statut de conservation UICN

 VU A1c : Vulnérable
Sabal uresana est une espèce de plantes de la famille des Arecaceae (les palmiers) appartenant au genre Sabal (comme son nom l'indique), originaire des forêts du Mexique. On en trouve dans le désert de Sonora.

## Description
C'est un palmier solitaire, caractérisé par la couleur bleutée de ses feuilles. C'est un grand arbre (20 m de haut), avec des feuilles fortement costapalmées.

## Culture
Jeune, sa croissance est rapide, et favorable lors des étés chauds.
Le Sabal uresana est peu rencontré en culture.